# 福川二菜
福川 二菜（ふくかわ にな、1982年6月9日 - ）は、日本の元女優。東京都杉並区出身。
2001年に神奈川県藤沢市の劇団・アウトオブオーダーズに参加するも、同年11月に劇団が解散する。
2008年、横浜市内で初心者演劇団体・ねこさんクッキーを立ち上げる。

## 出演

### 舞台
- 演劇ユニットsoup.『遡流』（2003年） - 出演
- 劇団椿の夢『Lolipop CRAZY』（2004年） - 脚本、演出
- 演劇ユニットsoup.『薔薇の館』（2005年） - 演出、出演
- 中島明香一人芝居『宵待』（2005年） - 脚本
- 劇団椿の夢『みつばち』（2006年） - 演出
- 演劇ユニットsoup.『山姥』（2006年） - 演出
- 中島明香一人芝居『一字一句』（2007年） - 脚本
- ねこさんクッキー『即興芝居』（2010年） - 出演

### スチールモデル
- ニンテンドーDSi（2008年、任天堂） - カタログデル
- マップルマガジン 東京'09（2009年、昭文社、ISBN 978-4-398-26377-3） - モデル
- ミュゼット（2010年） - 広告モデル

### テレビ番組
- 行列のできる法律相談所（日本テレビ） - 再現VTR出演
- 踊る!さんま御殿!!（日本テレビ） - 再現VTR出演
- 誰も知らない泣ける歌（日本テレビ） - 再現VTR出演
- 誰だって波瀾爆笑（日本テレビ） - 再現VTR出演
- エチカの鏡〜ココロにキクTV〜（フジテレビ） - 再現VTR出演
- 奇跡体験!アンビリバボー（フジテレビ） - 再現VTR出演

### ネット配信ドラマ
- ロス:タイム:ライフ 第2弾 ロックスター編（2009年、auオリジナル版） - 専属メイク 役
- ミッシング（2009年、ソニーメモリースティックドットコム ウェブドラマ） - 店員 役

### 映画
- テト（2010年） - 花枝 役